# 丸ノ内ホテル
丸ノ内ホテル（まるのうちホテル）は、東京都千代田区丸の内一丁目にあるホテル。かつては三菱地所の関連会社である株式会社丸ノ内ホテルが運営していたが、2024年4月1日、三菱地所ホテルズ&リゾーツ株式会社に事業を吸収分割、三菱地所株式会社に吸収合併し解散、現在は三菱地所ホテルズ&リゾーツ株式会社が運営している。

## 特徴
1917年（大正6年）5月11日に設立された東京タクシー自動車が、1924年（大正13年）10月28日に開業した老舗ホテルである。東京タクシー自動車は1930年（昭和5年）に社名を屋号に揃え、「丸ノ内ホテル」となった。
初代の建物は清水組（現・清水建設）によって建てられ、1938年（昭和13年）に大林組により改修された。
戦後、イギリス連邦進駐軍が1946年（昭和21年）10月に接収し、1952年（昭和27年）6月まで将校宿舎として使用した。1962年（昭和37年）4月には新館が開業している。
2000年（平成12年）12月を以って一旦閉館し、2004年（平成16年）10月1日、東京駅丸の内北口の丸の内オアゾに完全新築で開業。モダンジャパニズムをコンセプトにしている。9階 - 17階に全205室。4つのレストラン&バーがある。客室内に英国式リフレクソロジーがある。

## 客室
全205室。
- スタンダード
  - セミダブル
  - スタンダードツイン
  - スタンダードダブル
- スーペリア
  - スーペリアツイン
  - スーペリアダブル
- デラックス
  - デラックスツイン（和室リビング付きの客室、ユニバーサル対応の客室もあり）
  - デラックスダブル
- その他
  - コーナーツイン
  - スイート

## 設備
- ポム・ダダン　フランス料理
- 大安くらぶ　鉄板焼
- ル・コネスール　シガーバー＆カフェ
- 大志満 椿壽　日本料理

など

## アクセス
- 鉄道
  - 東京メトロ丸ノ内線・東西線・千代田線・半蔵門線・都営地下鉄三田線 大手町駅直結
  - 東京メトロ丸ノ内線 東京駅直結
  - JR東京駅（丸の内北口）直結
- 車
  - 首都高速道路都心環状線 神田橋出入口 5分